# Écologie fonctionnelle
Pour un article plus général, voir Écologie.
L'écologie fonctionnelle est une des disciplines de l'écologie scientifique. Elle est centrée sur les rôles et fonctions que les individus et espèces jouent dans leur biocénose.
L'écologie fonctionnelle s'inscrit dans le cadre de plusieurs disciplines. Elle est considérée comme unificatrice entre l'écologie évolutive, la biologie évolutive, la génétique, la génomique et les approches écologiques traditionnelles.

## Éléments de définition
L'écologie fonctionnelle est une approche intégrative et systémique basée sur les traits fonctionnels. Elle s'intéresse moins à la diversité des espèces qu'à la manière dont celles-ci interagissent. Elle s'appuie sur des outils d'observation de la biodiversité, lesquels ont depuis quelques décennies rapidement évolué grâce, notamment, à la télédétection et au barcoding moléculaire.
La façon dont les traits et leur diversité doivent être définis est encore débattue ; de même pour la quantité d'informations à réunir sur ces traits pour comprendre ou modéliser un écosystème pour, par exemple, orienter des choix de gestion de milieux.
Dans ce cadre, l'écologue s'intéresse particulièrement aux caractéristiques physiologiques et anatomiques, ainsi qu'aux histoires de vie des espèces. Il étudie aussi les relations entre:
- les différentes fonctions des systèmes biologiques ;
- les fonctions d'un système biologique et les facteurs environnementaux (le milieu) ;
- la structure (notamment les caractéristiques des espèces ou des individus) et le fonctionnement des systèmes biologiques.

### Éléments de vocabulaire et de définition
Les systèmes biologiques considérés sont généralement des écosystèmes, mais dans la définition originelle proposée par Calow en 1987, l'écologie fonctionnelle couvre des échelles allant de l'organe à l'écosystème, ou à la planète entière. Selon Calow, l'écologie fonctionnelle s'intéresse:
1. Aux causes ultimes du fonctionnement des organismes (« pourquoi les modalités d’une fonction ont-elles été sélectionnées dans tel type de milieu ? ») ;
2. Aux causes proximales du fonctionnement des organismes (« comment est régulée une fonction particulière ? ») ;
3. À l'intégration du fonctionnement à des échelles supérieures à l'organisme (écosystème, planète entière).

### Objet
Selon Keddy, les objectifs de cette branche de l'écologie sont :
- mesurer les valeurs des traits fonctionnels chez différentes espèces ;
- établir des relations empiriques entre les traits fonctionnels ;
- déterminer les relations entre les traits fonctionnels et l'environnement.

## Histoire
L'une des origines de cette approche serait une découverte faite par l'écologue George David Tilman (en) à l'université du Minnesota, concrétisée par une publication de 1994. Tilman, alors qu'il étudiait la diversité des espèces de prairies du Minnesota, a été confronté, en 1980, à une sécheresse majeure. Il a noté que les zones plus riches en espèces ont montré une meilleure résilience écologique face à la sécheresse que les zones moins diversifiées, suggérant une relation entre diversité biologique et stabilité. Cependant Tilman a remarqué que cette relation n'était pas linéaire. Quelques graminées résistantes à la sécheresse suffisaient à considérablement accroître la capacité d'un écosystème à « rebondir ». Tilman et plusieurs de ses collègues ont décidé d'explorer cette piste, publiant 3 ans plus tard une analyse de 289 parcelles de prairies plantées par eux avec un nombre variable d'espèces et de manière à avoir des niveaux de diversité fonctionnelle différents. Et là encore, la présence de certains traits (photosynthèse en C4 ou capacité à fixer l'azote par exemple dans ces cas) augmentait considérablement la santé globale des parcelles concernées (plus que le nombre d'espèces lui-même). Tilman et ses collègues conclurent que « les modifications anthropiques de l'habitat (et donc les pratiques de gestion) qui modifient la diversité fonctionnelle et la composition fonctionnelle d'un milieu sont susceptibles d'avoir d'importants impacts sur les processus écosystémiques ».
À la même époque Shahid Naeem à l'université Columbia étudiait les fonctions des espèces au sein de l'écosystème en réduisant à zéro la diversité spécifique (richesse en espèces) à différents niveaux du réseau trophique. Métaphoriquement, il explique que ne s'intéresser qu'au seul nombre d'espèces reviendrait à énumérer les éléments d'une voiture sans comprendre leurs fonctions. Rien ne permettrait sur cette base de prévoir quand les choses commencent ou vont commencer à se dégrader.
Vers le milieu des années 1990 la diversité fonctionnelle commence vraiment à s'enraciner dans l'Écologie, d'abord dans les études sur les végétaux et les forêts (car il est plus aisé d'y manipuler les espèces et systèmes) puis dans les études ornithologiques et plus généralement dans le milieu marin ou les sols.
Diana Wall, spécialiste en Écologie du sol à l'université du Colorado affirme que son équipe a dû se concentrer sur les traits fonctionnels et la diversité depuis des années, notamment car les activités et fonctions des microorganismes du sol était souvent plus faciles à identifier que les espèces elles-mêmes.

## Spécificités
L'écologie fonctionnelle intègre des approches biologiques réductionnistes et mécaniste, qui s'intéressent à des processus biologiques simples (respiration, photosynthèse, croissance), appartenant traditionnellement aux disciplines de la physiologie et de la biomécanique, d'approches de biologie évolutive, et d'approches d'écologie classique, qui s'intéressent aux mécanismes déterminant la composition des communautés et aux « patrons » (pattern) de distribution des organismes (quels facteurs déterminent la diversité d'une communauté ?, quels facteurs contrôlent la distribution d'une espèce ?).

## Enjeux
Le enjeux sont notamment agronomiques, sylvicoles, halieutiques et, plus largement, écologiques.

### Enjeux de prospective liés au climat
Une étude récente (PNAS, 2019) a confirmé que le climat dans le monde est le principal facteur régissant la diversité fonctionnelle dans les forêts. Comprendre et anticiper l'évolution climatique est donc essentiel pour prédire comment la biodiversité et le fonctionnement des écosystèmes réagiront au dérèglement climatique.

### Enjeux sylvicoles
Un constat général, fait y compris en Europe est que « les forêts gérées tendent à perdre en diversité. Ce faisant, leurs écosystèmes sont moins à même de fournir des services multiples, comme produire du bois ou stocker du carbone ». C'est ce qu'a conclu en 2017 le consortium européen FunDivEurope, qui regroupe 29 équipes scientifiques, dont en France de l’INRA, du CNRS et du Centre d’écologie fonctionnelle et évolutive (CEFE) de Montpellier ; à partir de l'étude de l'état de 209 placettes forestières sélectionnées en Allemagne, Espagne, Finlande, Italie, Pologne et Roumanie[réf. nécessaire].
Le CNRS et l'INRA ont alerté, dans un communiqué commun, sur le fait que presque tous les scénarios étudiés montrent que l' « homogénéisation biotique a un impact négatif sur la capacité des forêts à fournir des services écosystémiques multiples. Cela s’explique par le fait que toutes les espèces d’arbres ne fournissent pas les mêmes services avec la même intensité »[réf. nécessaire]. Or, cette homogénéisation biotique se développe rapidement et partout dans le monde, à toutes les échelles (locales à celle des vastes massifs forestiers et de la planète), et « la gestion forestière actuelle conduit souvent à un faible renouvellement des espèces sur de vastes étendues ». Cette perte de diversité se fait au détriment de services écosystémiques tels que « la production de bois, le stockage de carbone, la résistance à la sécheresse ou aux pathogènes, le maintien de la diversité des oiseaux ou des chauves-souris ». Ainsi, la diversité des arbres joue un rôle dans la régulation des populations d’insectes défoliateurs en forêts, mais aussi sur la quantité de racines du sol et la quantité de biomasse produite.
Il a aussi été récemment montré que la diversité des traits fonctionnels des plantes forestières, en particulier leur capacité à capter et évapotranspirer l'eau, joue un rôle majeur dans les rétroactions sol-atmosphère, notamment lors des sécheresses. La diversité des caractéristiques « hydrauliques » des plantes d’une forêt améliore la réponse et la résilience de tout l'écosystème à la sécheresse en zones tempérée et boréale. Les traits hydrauliques des plantes seraient même les meilleurs prédicteurs de la réponse à la sécheresse, alors que les caractéristiques standard des feuilles et du bois, telles que la surface spécifique des feuilles et la densité du bois, n’avaient que peu de pouvoir explicatif.

### Enjeux pour la conservation de la Nature
L'écologie fonctionnelle a une approche comparative, notamment basée sur la question : Pourquoi la valeur d'une fonction particulière apparait à tel ou tel endroit de l'écosystème ? Elle postule que répondre à cette question implique de comparer différents organismes dans différents systèmes via l'approche par traits fonctionnels.
Pour Keddy (1992), cette « sous-discipline » est à la croisée des modèles écologiques et des processus et mécanismes qui les sous-tendent. Elle se concentre sur les traits observables chez un grand nombre d'espèces, qui peuvent être mesurés de deux façons : soit par un dépistage consistant à mesurer tous les traits d'un certain nombre d'espèces, soit, plus empiriquement, en fournissant des relations quantitatives pour les traits mesurés lors du dépistage.
Elle considère que la biodiversité en tant que facteur de stabilisation de l'écosystème ne doit pas être appréhendée que par le nombre d'espèces dans un écosystème, mais qu'il est tout aussi important pour évaluer la qualité, la robustesse ou la résilience qu'elles confèrent à cet écosystème, en examinant la variété des caractéristiques différentes des individus au sein de l'espèce, et les choses différentes qu'ils peuvent faire en fonction de traits écologiques spécifiques. Ceci fait envisager la conservation différemment. Ainsi, le gouvernements du Bélize a décidé de protéger les espèces de poissons-perroquets contre la surpêche, pas tant en raison de leur diminution que parce qu'ils nettoient des algues qui sans eux peuvent affecter la survie des récifs coralliens.
Beaucoup d'études ont porté sur des écosystèmes riches en espèces (forêt tropicale, grande barrière de corail...). On considère que leur diversité biologique en fait des hot-spots d'importance planétaire, mais des écologues comme Rick Stuart-Smith, de l'université de Tasmanie en Australie, plaident pour une révision de la définition du point chaud de biodiversité. L'élargir aux traits fonctionnels pourrait peut-être faire apparaitre comme importants, voire majeurs, des domaines précédemment peu étudiés. Dans tous les cas, estime-il, « l'écologie fonctionnelle doit s'étendre aux stratégies de conservation et à la manière dont les gouvernements choisissent les zones à protéger ».
Pour David Mouillot, spécialiste de l'écologie marine à l'université de Montpellier, dans les zones riches en espèces, la biodiversité semble pouvoir servir d'assurance contre la perte de traits (car les fonctions associées à ces traits sont présentes dans de nombreuses espèces) mais certaines fonctions peuvent n'être fournies par une seule espèce, ou de rares espèces. Il plaide donc pour une localisation de ces fonctions rares.
Rachel Cernansky explique en 2017 que « le prisme de la diversité fonctionnelle offre une vue plus nuancée des écosystèmes » et prend en exemple Greg Asner qui a cartographié 15 traits dans les forêts péruviennes grâce à un imageur spectral. Là où les études classiques ont reconnu trois types de forêts sur la base de leur richesse en espèces, Asner distingue 7 groupes fonctionnels de traits et, en classant ces forêts selon ces traits, il aboutit à 36 classes (représentant différentes combinaisons des sept traits).
Ce travail a permis d'aider le Pérou à rééquilibrer son portefeuille d'aires protégées[réf. nécessaire].

## Sous-thématiques de l'écologie fonctionnelle
Un rapport de prospective produit par l'Institut Écologie et Environnement du CNRS distingue huit sous-thématiques de l'écologie fonctionnelle :
1. L'écologie à large échelle, qui s'intéresse aux relations entre les écosystèmes à l'échelle planétaire ;
2. L'écotoxicologie, qui s'intéresse aux effets des agents écotoxiques sur le fonctionnement des écosystèmes ;
3. Les flux d'énergie et de nutriments, en particulier les cycles biogéochimiques ;
4. L'écologie trophique, qui étudie les interactions trophiques entre les différents composants de l'écosystème, et utilise des concepts comme ceux de réseau trophique, de cascade trophique ou d'approches ascendante et descendante ;
5. Les approches fonctionnelles, qui décrivent prioritairement les organismes en fonction des valeurs de leurs traits fonctionnels plutôt qu'en fonction de leur taxonomie ;
6. Le fonctionnement et la structure des écosystèmes, qui cherchent à établir des liens entre les communautés et la structure spatiotemporelle des facteurs physicochimiques ;
7. La gestion et la restauration des écosystèmes, où l'écologie fonctionnelle permet de meilleurs choix des espèces ou milieux à gérer, préserver ou restaurer, en faveur de la biodiversité, des fonctions écosystémiques et des services écosystémiques ;
8. La génomique environnementale, dont les approches se définissent par rapport à leur méthodologie et non par rapport aux questions posées. Elles utilisent les méthodes de biologie moléculaire appliquées à l'étude de l'ADN et de l'ARNL environnemental pour répondre aux questions d'écologie.

## Assemblage des communautés et théorie des filtres
La théorie des filtres veut que l'assemblage d'espèces en communauté évolue en fonction de facteurs environnementaux qui agissent (souvent synergiquement) comme des « filtres », lesquels sélectionnent des espèces ayant des traits biologiques adaptés.

## Traits fonctionnels
Les traits fonctionnels sont des « caractères morphologiques ou physiologiques qui impactent la performance des individus via leurs effets sur leurs croissance, reproduction et survie ». Concrètement, il s'agit de traits en général facilement mesurables ; on parle alors de traits softs, qui donnent une information quantitative sur la physiologie, la démographie ou l'écologie d'une espèce. Une myriade de traits fonctionnels peut ainsi être étudiée pour évaluer l'écologie d'un individu. Parmi eux, on peut citer pour les plantes : la taille, le SLA (Specific leaf area, calculé comme le ratio entre la surface d'une feuille et sa masse une fois séchée) ou la masse et le nombre de graines. Les traits fonctionnels sont liés à la stratégie écologique d'une espèce. Ainsi, une espèce de plante de haute altitude aura tendance à être petite, à avoir des feuilles robustes (faible valeur de SLA) qui correspond à une adaptation à des conditions climatiques rudes contraignant la plante à un cycle de vie long. À l'inverse, une espèce typique de milieu perturbé aura tendance à présenter des feuilles plus frêles (forte valeur de SLA) typiques d'une plante avec un cycle de vie court plus susceptible d'être complété entre deux perturbations de son milieu.

## Diversité fonctionnelle

### Introduction
Pour l'instant, aucune définition de la diversité fonctionnelle n'est consensuelle. On considère communément la diversité fonctionnelle comme les composants de la biodiversité qui influencent les fonctions des écosystèmes (i.e. dynamique, stabilité, productivité) par les traits fonctionnels,.

### Historique
C’est dans les années 1990 que la composition des espèces dans le fonctionnement des écosystèmes a commencé à être envisagée comme un élément majeur de la biodiversité. En 1997, afin de mieux pouvoir caractériser la diversité fonctionnelle, Tilman cherche à comparer trois types de proxys de celle-ci afin de savoir le ou lesquels ont le plus d’impact sur les processus écosystémiques.

### Caractérisation de la diversité fonctionnelle
Les traits fonctionnels peuvent être physiques, biochimiques ou comportementaux. Ces traits déterminent où les espèces peuvent vivre et leurs interactions au sein de la communauté et de l’écosystème. La diversité fonctionnelle peut se traduire de différentes façons :
- La redondance, qui fait l’hypothèse que certaines espèces possèdent les mêmes fonctions au sein de l’écosystème et que la perte d’une de ces espèces n'entraîne pas la perte de cette fonction à l'échelle de l’écosystème.
- La linéarité, qui implique que tous les organismes de l'écosystème possèdent des traits fonctionnels différents et que le retrait d’une espèce entraîne une diminution des fonctions écosystémiques[24].

L’estimation de la diversité fonctionnelle dépend majoritairement du choix des traits fonctionnels. Cependant, ce choix peut s’avérer difficile et dépend de la question de l’étude réalisée. Par ailleurs, le nombre de traits fonctionnels choisis influence la mesure de la diversité fonctionnelle. La caractérisation des espèces avec un faible nombre de traits fonctionnels, augmente la redondance,. Au contraire, un grand nombre favorise l’unicité de chaque espèce,. La diversité fonctionnelle permet de mieux appréhender l’impact de la biodiversité sur les écosystèmes. La maîtrise de cette mesure pourrait avoir des applications en conservation ou dans l'étude des services écosystémiques.

### Mesures de la diversité fonctionnelle
Mesurer la diversité fonctionnelle revient à mesurer la diversité des traits fonctionnels mais, du fait de la multiplicité de ces traits, les chercheurs ont utilisé des proxys (diversité spécifique, groupes fonctionnels). Cependant, aucune de ces méthodes n’est jugée satisfaisante.
La richesse spécifique, assez simple à déterminer, peut être utilisée comme proxy de la diversité fonctionnelle, car il y a une corrélation positive entre celle-ci et la diversité fonctionnelle. Cependant, l’ajout d’espèces résulte en une augmentation de la diversité fonctionnelle, tandis que leur retrait n’oblige en rien sa diminution. L’utilisation des groupes fonctionnels, regroupements des espèces selon des fonctions similaires, ne permet pas de distinguer la part de la richesse spécifique et celle de la diversité fonctionnelle dans la contribution aux fonctions écosystémiques. En 1997, Tilman réalise une expérience visant à distinguer les effets de la diversité spécifique, de la diversité fonctionnelle et de la composition fonctionnelle des écosystèmes. Il étudie donc 289 parcelles de 169m² chacune avec de 0 à 32 plantes classées en groupes fonctionnels. Dans cette expérience il compare :
- la diversité spécifique, approximée par le nombre d'espèces de plantes dans la parcelle ;
- la diversité fonctionnelle, approximée par le nombre de groupes fonctionnels dans la parcelle ;
- et la composition fonctionnelle : les types de groupes fonctionnels présents dans la parcelle.

Tilman trouve d’une part que la diversité spécifique n’a pas toujours d’impact sur les processus écosystémiques, alors que la diversité fonctionnelle et la composition fonctionnelle en ont un. De plus, la présence d’un groupe fonctionnel, ainsi que la diversité spécifique au sein de ce groupe fonctionnel, ont un effet sur les processus écosystémiques. Tilman conclut donc d’une part que le nombre de rôles fonctionnels a un plus grand impact sur l'écosystème que le nombre d’espèce, et d’autre part que la perte d’une espèce n’a pas le même impact sur l'écosystème selon l’espèce perdue.
Une des limites de la richesse spécifique est que celle-ci ne prend en compte que les différences des traits fonctionnels entre espèces, mais ceux-ci peuvent varier au sein même d’une espèce (Diversité génétique). De ce fait, la diversité génétique serait plus représentative que la richesse spécifique pour représenter la diversité fonctionnelle.
Petchey et Gaston proposent une autre mesure de la diversité fonctionnelle basée sur la longueur totale des branches d’un dendrogramme fonctionnel. Le dendrogramme fonctionnel permet de classer les espèces et leurs traits fonctionnels associés en groupes fonctionnels. Cependant, dans un article ultérieur, ils admettent que les dendrogrammes ne prennent pas en compte l’équitabilité des espèces, c'est-à-dire l'abondance d’une espèce par rapport à la communauté.
Finalement, ce qui est nécessaire pour mesurer la diversité fonctionnelle est :
- l'ajout d'une valeur plus importante aux traits contribuant le plus aux processus écosystémiques ;
- et la conception de modèles permettant la prédiction des processus écosystémiques.

### Exemple d’un modèle[27]
Dans l'optique de mieux comprendre l'impact de la diversité fonctionnelle sur les fonctions écosystémiques, Loreau a mis en place un modèle mécanistique d’un écosystème structuré spatialement où les plantes sont en compétition pour des nutriments du sol. Ce modèle prend en compte la biomasse des plantes, la production primaire et la rétention des nutriments. Il cherche à modéliser la compétition pour les ressources individuelles en environnement hétérogène. Cet écosystème étant limité par un seul nutriment, sans niveaux trophiques plus élevés que les producteurs primaires où la biomasse des plantes serait proportionnelle au stock de nutriment des plantes. Loreau s'intéresse en particulier à deux types extrêmes d’espèces :
- Les espèces redondantes, qui ont toutes le même espace occupé, dépendant de la surface racinaire et donc de la profondeur où elles puisent les nutriments ;
- Les espèces complémentaires, qui occupent toutes des espaces différents, simulant ainsi une prise des nutriments à différentes profondeurs.

Grâce à son modèle, en ignorant l’effet d'échantillonnage, il trouve que lorsque les espèces sont redondantes, la diversité spécifique n'a pas d'impact, ni sur les stocks de nutriments, ni sur les processus écosystémiques. Par contre, pour les espèces complémentaires, la productivité et la biomasse augmentent avec la diversité spécifique là où la concentration en nutriment diminue en dessous de la zone racinaire. De plus, en posant l'hypothèse que la compétitivité d’une espèce est inversement proportionnelle à son intensité d’utilisation de la ressource, le modèle montre que :
- En ajoutant les espèces en ordre croissant d’utilisation des ressources, pour les espèces redondantes et complémentaires, il y a augmentation de la productivité en fonction de l’ajout d’espèces ;
- En ajoutant les espèces en ordre décroissant d’utilisation des ressources, pour les espèces redondantes, il y a diminution de la productivité, tandis que pour les espèces complémentaires il y a toujours augmentation de la productivité en fonction de l’ajout d’espèces.

Ainsi, l’augmentation de la richesse spécifique des plantes n’augmente pas toujours la productivité. Cela dépend de la complémentarité de l’occupation de l’espace par les plantes et d l’existence d’une corrélation positive entre la diversité spécifique et la compétitivité moyenne.

### Application de ces mesures
La diversité fonctionnelle est un facteur important du fonctionnement des écosystèmes et de leurs services écosystémiques. Par conséquent, la conservation de la diversité fonctionnelle est nécessaire afin d’assurer la pérennité de ces processus et leurs gains associés. L'amélioration du fonctionnement des écosystèmes permettrait d’augmenter leur stabilité face aux variations abiotiques,. Cette stabilité est importante afin de guider les efforts de conservation. Par exemple, dans un écosystème où la redondance fonctionnelle est élevée, on pourrait théoriquement se permettre de perdre des espèces et de concentrer les mesures de conservation sur les espèces les plus impliquées vu que la redondance des traits fonctionnels permet de conserver un même niveau de fonction écosystémique avec peu d’espèces. À l'inverse, dans un écosystème linéaire, il serait nécessaire de conserver une grande partie, voire toutes les espèces, étant donné qu’elles contribuent tout significativement aux fonctions écosystémiques. Les espèces ayant un fort impact sur les processus écosystémiques devraient profiter d’un effort de conservation plus important. Cependant, la diversité fonctionnelle dépendant fortement du contexte de l’écosystème étudié, même les espèces n’ayant pas un impact direct sur le processus les influencent par le biais d’interactions indirectes.

### Liens Externes
- « Sandra Lavorel : la montagne ça lui gagne », La Science, CQFD, France Culture, 7 mars 2024.